# Definitions of rare or hitherto undescribed Australian plants
Definitions of rare or hitherto undescribed Australian plants (abreviado Defin. Austral. Pl.) es un libro con ilustraciones y descripciones botánicas que fue editado por el médico, destacado botánico, y geógrafo alemán Ferdinand von Mueller. Fue publicado en el año 1855.